# Sant Martí de Puig-ermengol
Sant Martí de Puig-ermengol era una església romànica de finals del segle xi del terme municipal de Santa Maria d'Oló, al Moianès. És una obra inclosa a l'Inventari del Patrimoni Arquitectònic de Catalunya. Estava situat -el 2010 només en queden algunes restes- a l'extrem nord del terme de Santa Maria d'Oló, a tocar, al costat nord, de l'Eix Transversal (C-25), al nord-est de la cruïlla d'aquesta carretera amb la C-59 (C-17, a Mollet del Vallès - C-25) i la C-670 (C-25 - Oristà).
Aquesta església caigué el 1959, i les seves pedres foren aprofitades en la reconstrucció de Sant Feliu de Terrassola, de forma que pràcticament tot el segon absis d'aquesta església prové de Sant Martí de Puig-ermengol.

## Descripció
A partir de les restes que fins fa poc temps quedaven empeus i de les fotografies conservades es pot saber que aquesta església tenia forma allargada, rematada a llevant amb un absis semicircular. Aquest exteriorment presentava una decoració d'arcuacions cegues i tenia una bonica finestra amb dues columnes acabades en dos capitells de formes vegetals i que avui es troba en una casa particular. L'absis era cobert per una volta de quart d'esfera i la nau per una volta apuntada.

## Història
El lloc de Puig-ermengol és esmentat des del 1082 i l'església apareix documentada el 1197. En un principi fou sufragània de la parroquial de Sant Feliu de Terrassola, però el 1686 ja solament era una simple capella.
No se sap quan queda sense culte, però des de 1940 s'ha anat espoliant l'edifici, sobretot per part dels propietaris del mas Rocafort. El 1973, data en la qual encara es conservava l'absis, s'empraren els carreus d'aquest per refer el de Sant Feliu de Terrassola.
Actualment solament es coneix el lloc, però no en resta res de l'edifici.
La informació fotogràfica és abundant.